# 100 berømte japanske bjerge
100 berømte japanske bjerge (日本百名山, Nihon Hyaku-Meizan) er en liste over bjerge i Japan, sammensat i 1964 af bjergbestiger og forfatter Kyūya Fukada. Listen af bjergene har været genstand for NHK-dokumentarer og blev også gengivet i andre vandreturs-bøger.

## Historie
Liste af berømte bjerge i Japan blev sammensat i mange forskellige udgaver siden Edo-perioden. Tani Bunchō roste 90 bjerge som berømte i hans "Samling af kort og billeder af berømte japanske bjerge" (日本名山図会), dog havde han også inkluderet små og ikke så kendte bjerge som Asama i Ise, Mie og Nokogiri på Boso-halvøen. Utilfreds med Bunchōs liste, havde Fukuda lavet sin egen liste af 100 berømte japanske bjerge, baseret på hans egen smag og betragtninger af bjergenes majæstatiske udseende, historie og individuelle træk. Fukuda havde så udelukket alle bjerge med en højde på mindre end 1.500 meter fra sin liste.

## Vulkaner
Halvdelen af de hundrede bjerge på listen er vulkaner fra kvartærtiden, en tredjedel af dem stadig aktive. I alt en fjerdedel af de hundrede bjerge er aktive vulkaner, der overvåges løbende af det Japanske Meteorologiske Agentur (JMA).

## Liste efter region

### Hokkaidō
- Akan (bjerg) (阿寒岳)
- Daisetsuzan (大雪山)
- Poroshiri (幌尻岳)
- Rausu (羅臼岳)
- Rishirifuji (利尻岳)
- Shari (斜里岳)
- Tokachi (十勝岳)
- Tomuraushi (トムラウシ山)
- Yōtei (羊蹄山)

### Touhokuregionen
- Adatara (安達太良山)
- Aizu-Komagatake (会津駒ヶ岳)
- Asahi (朝日岳)

- Azuma (吾妻山)
- Bandai (磐梯山)
- Chōkai (鳥海山)
- Gassan (月山)
- Hachimantai (八幡平)
- Hakkōda (八甲田山)
- Hayachine (早池峰山)
- Hiuchigatake (燧ヶ岳)
- Iide (飯豊山)
- Iwaki (岩木山)
- Iwate (岩手山)
- Zaō (蔵王山)

### Kantouregionen
- Akagi (赤城山)
- Asama (浅間山)
- Azumaya (四阿山)
- Hiragatake (平ヶ岳)
- Hotaka (武尊山)
- Kumotori (雲取山)
- Kusatsu-Shirane (草津白根山)
- Nantai (男体山)
- Nasu (那須岳)
- Nikkō-Shirane (日光白根山)
- Ryōkami (両神山)
- Shibutsu (至仏山)
- Sukai (皇海山)
- Tanigawa (谷川岳)
- Tanzawa (丹沢山)
- Tsukuba (筑波山)

### Chuburegionen
- Aino (間ノ岳)
- Akaishi (赤石岳)
- Amagi (天城山)
- Amakazari (雨飾山)
- Daibosatsu (大菩薩岳)
- Ena (恵那山)
- Fuji (富士山)
- Goryū (五竜岳)
- Hakusan (白山)
- Hijiri (聖岳)
- Hiuchi (火打山)
- Hōō (鳳凰山)

- Hotaka (穂高岳)
- Jōnen (常念岳)
- Kaikoma (甲斐駒ヶ岳)
- Kasa (笠ヶ岳)
- Kashima Yarigatake (鹿島槍ヶ岳)
- Kinpu (金峰山)
- Kirigamine (霧ヶ峰)
- Kisokoma (木曾駒ヶ岳)
- Kitadake (北岳)
- Kobushi (甲武信ヶ岳)
- Kuro (黒岳)
- Kurobegorō (黒部五郎岳)
- Makihata (巻機山)
- Mizugaki (瑞牆山)
- Myōkō (妙高山)
- Naeba (苗場山)
- Norikura (乗鞍岳)
- Ontake (御嶽山)
- Senjō (仙丈ヶ岳)
- Shiomi (塩見岳)

- Shirouma (白馬岳)
- Takatsuma (高妻山)
- Tateshina (蓼科山)
- Tate (立山)
- Tekari (光岳)
- Tsurugi (剣岳)
- Uonuma-Komagatake (魚沼駒ヶ岳)
- Utsugi (空木岳)
- Warusawa (悪沢岳)
- Washiba (鷲羽岳)
- Yake (焼岳)
- Yakushi (薬師岳)
- Yari (槍ヶ岳)
- Yatsugatake (八ヶ岳)
- Utsukushigahara (美ヶ原)

### Vestlige Japan
- Arashima (荒島岳)
- Aso (阿蘇山)
- Daisen (大山)
- Ibuki (伊吹山)
- Ishizuchi (石鎚山)
- Kaimon (開聞岳)
- Kirishima (霧島山)
- Kujū (九重山)
- Miya-no-ura (宮之浦岳)
- Ōdaigahara (大台ヶ原山)
- Ōmine (大峰山)
- Sobo (祖母山)
- Tsurugi (剣山)